# Општина Драгославеле (Арђеш)
Драгославеле (рум. Dragoslavele) општина је у Румунији у округу Арђеш.
Oпштина се налази на надморској висини од 683 m.